# Enric Noguera
Enric Noguera Serra (Palma de Mallorca, 5 de noviembre de 1996) es un regatista español del Club Marítimo de Mahón, y entrenador del Equipo Olímpico Español de Vela en la clase Formula Kite.
Comenzó a navegar a los ocho años en el Club Marítimo Molinar de Levante, en la clase Optimist, para incorporarse posteriormente al Club de Vela Puerto de Andrach, con el que fue campeón de España juvenil de 420 en 2013, y subcampeón juvenil en 2012, y absoluto en 2014 de la Copa de España.
Tras su paso formativo por la clase 420, se pasó al 470, disputando dos mundiales juveniles (2015 y 2018) y cuatro europeos juveniles (2015, 2016, 2017 y 2018); y al Snipe, clase en la que se proclamó campeón de Europa juvenil en 2016 con Marc Capo, campeón de Europa en 2023 como tripulante de Jordi Triay, y Campeón de España en 2022, como tripulante de Víctor Pérez Campos. y en 2025 como patrón, con Cristian Vidal Carbonell de tripulante, además de subcampeón en 2023 como tripulante de Jordi Triay. En esta clase también ha sido subcampeón de la Copa de España de 2023, también como tripulante de Jordi Triay.
En vela de Crucero, ganó la Copa del Rey en la clase J/70 a bordo del "Let it Be" en 2021.